# Веррю
Веррю́ (фр. Verrue) — муніципалітет у Франції, у регіоні Нова Аквітанія, департамент В'єнна. Населення — 384 особи (01.01.2021).
Муніципалітет розташований на відстані близько 280 км на південний захід від Парижа, 34 км на північ від Пуатьє.

## Демографія
Динаміка населення (INSEE  і Ldh/EHESS/Cassini . ):

## Економіка
2010 року серед 220 осіб працездатного віку (15—64 років) 163 були активними, 57 — неактивними (показник активності 74,1%, у 1999 році було 71,4%). З 163 активних мешканців працювало 145 осіб (86 чоловіків та 59 жінок), безробітними було 18 (8 чоловіків та 10 жінок). Серед 57 неактивних 16 осіб було учнями чи студентами, 20 — пенсіонерами, 21 була неактивною з інших причин.

У 2010 році в муніципалітеті числилось 177 оподаткованих домогосподарств, у яких проживали 405,5 особи, медіана доходів виносила 14 981 євро на одного особоспоживача